# Liste des aéroports les plus fréquentés aux Philippines
Cet article dresse la liste des aéroports les plus fréquentés des Philippines quant au trafic de passagers publiée par l'Autorité de l'aviation civile des Philippines. Les données sur le trafic de passagers comprennent les passagers commerciaux sur les vols intérieurs et internationaux, les vols de l'aviation générale et les vols militaires.
Il faut noter que les statistiques sur les passagers des seuls aéroports civils nationaux du pays sont établies par le CAAP.  Parmi les 85 aéroports nationaux, les statistiques sur les aéroports gérés par d’autres sociétés publiques (telles que Aéroport international de Clark, géré par la Clark International Airport Corporation, l’aéroport international Subic Bay, géré par la Subic Bay Metropolitan Authority, l’aéroport de San Fernando, géré par la Poro Point Management Corporation, ainsi que d’autres aéroports communautaires plus petits (souvent sans personnel) sont souvent non publiés ou tout simplement non enregistrés. Dans ce cas, un tiret (-), que le CAAP utilise également dans ses tableaux, sera utilisé ci-dessous; notez que cela n'indique pas nécessairement une valeur de 0.  De plus, dans certains cas, les données publiées par le CAAP ne concernent qu’une partie d’une année civile.  Ceci sera indiqué dans les tableaux ci-dessous, s'ils sont connus.  Un «x» indique que les statistiques relatives à l'aéroport n'ont pas été suivies pour l'année, car l'installation est soit: non encore transférée à la gestion du PCAA, soit déjà transférée à une propriété privée ou fermée. 
Le PCAA ne compile pas de statistiques sur les aérodromes ou aérodromes privés ou non-utilisés par l'armée. 

## En graphique
Pour des raisons techniques, il est temporairement impossible d'afficher le graphique qui aurait dû être présenté ici.

Voir la requête brute et les sources sur Wikidata.

## Trafic passagers (2016 – présent)
| Rang 2017 | Aéroport                                                                                   | Desservant                    | AITA | OACI | 2018       | 2017       | 2016       |
| --------- | ------------------------------------------------------------------------------------------ | ----------------------------- | ---- | ---- | ---------- | ---------- | ---------- |
| 1         | Aéroport international Ninoy-Aquino                                                        | Grand Manille                 | MNL  | RPLL | 45 054 308 | 42 022 484 | 39 516 782 |
| 2         | Aéroport international de Mactan-Cebu                                                      | Cebu                          | CEB  | RPVM | 11 377 887 | 10 050 940 | 8 830 638  |
| 3         | Aéroport international Francisco Bangoy                                                    | Davao                         | DVO  | RPMD |            | 4 234 667  | 3 553 201  |
| 4         | Aéroport international de Clark                                                            | Ángeles                       | CRK  | RPLC | 2 664 378  | 1 514 531  | 951 007    |
| 5         | Aéroport international d'Iloilo                                                            | Iloilo                        | ILO  | RPVI | 2 295 983  | 2 023 016  | 1 943 719  |
| 6         | Aéroport international de Puerto Princesa                                                  | Puerto Princesa               | PPS  | RPVP | 2 146 350  | 1 790 115  | 1 644 003  |
| 7         | Aéroport international de Kalibo                                                           | Kalibo                        | KLO  | RPVK |            | 2 520 168  | 2 711 036  |
| 8         | Aéroport de Laguindingan                                                                   | Cagayan de Oro                | CGY  | RPMY |            | 1 814 644  | 1 776 353  |
| 9         | Aéroport Bacolod-Silay                                                                     | Bacolod                       | BCD  | RPVB |            | 1 579 199  | 1 498 741  |
| 10        | Aéroport Godofredo P. Ramos                                                                | Boracay                       | MPH  | RPVE |            | 1 330 719  | 736 559    |
| 11        | Aéroport Daniel Z. Romualdez                                                               | Tacloban                      | TAC  | RPVM | 1 443 318  | 1 165 194  | 1 182 951  |
| 12        | Aéroport international de Zamboanga                                                        | Zamboanga                     | ZAM  | RPMZ |            | 1 076 372  | 980 476    |
| 13        | Aéroport de Bohol–Panglao (à compter de nov 2018) / Tagbilaran Airport (jusqu'en nov 2018) | Tagbilaran                    | TAG  | RPVT |            | 921 586    | 871 383    |
| 14        | Aéroport international de General Santos                                                   | General Santos                | GES  | RPMR |            | 816 037    | 838 941    |
| 15        | Aéroport de Bancasi                                                                        | Butuan                        | BXU  | RPME |            | 716 344    | 681 263    |
| 16        | Aéroport de Legazpi                                                                        | Legazpi                       | LGP  | RPLP |            | 621 474    | 564 372    |
| 17        | Aéroport de Sibulan                                                                        | Dumaguete                     | DGT  | RPVB |            | 597 626    | 546 276    |
| 18        | Aéroport Francisco B. Reyes                                                                | Busuanga                      | USU  | RPVV |            | 525 044    | 321 595    |
| 19        | Labo Airport                                                                               | Ozamiz                        | OZC  | RPMO |            | 294 661    | 290 966    |
| 20        | Cotabato Airport                                                                           | Cotabato                      | CBO  | RMPC |            | 289 229    | 258 529    |
| 21        | Roxas Airport                                                                              | Roxas                         | RXS  | RPVR |            | 281 487    | 267 388    |
| 22        | Dipolog Airport                                                                            | Dipolog                       | DPL  | RPMG |            | 249 505    | 243 418    |
| 23        | Tuguegarao Airport                                                                         | Tuguegarao                    | TUG  | RPUT |            | 209 358    | 186 193    |
| 24        | Pagadian Airport                                                                           | Pagadian                      | PAG  | RPMP |            | 194 476    | 188 920    |
| 25        | Laoag                                                                                      | Laoag                         | LAO  | RPLI |            | 161 019    | 204 156    |
| 26        | Naga                                                                                       | Naga                          | WNP  | RPUN |            | 143 618    | 137 329    |
| 27        | Sayak Airport                                                                              | Siargao                       | IAO  | RPNS |            | 127 943    | 53 150     |
| 28        | Basco                                                                                      | Basco                         | BSO  | RPUO |            | 104 089    | 82 853     |
| 29        | Cauayan                                                                                    | Cauayan                       | CYZ  | RPUY |            | 103 011    | 85 691     |
| 30        | Sanga-Sanga                                                                                | Tawi-Tawi                     | TWT  | RPMN |            | 102 564    | 108 030    |
| 31        | Lubang                                                                                     | Lubang                        | LBX  | RPLU |            | 85 573     | 30 513     |
| 32        | Moises R. Espinosa                                                                         | Masbate                       | MBT  | RPVJ |            | 65 627     | 30 078     |
| 33        | Surigao                                                                                    | Surigao                       | SUG  | RPMS |            | 59 945     | 104 313    |
| 34        | Virac                                                                                      | Virac                         | VRC  | RPUV |            | 53 265     | 54 021     |
| 35        | San Jose                                                                                   | San Jose (Occidental Mindoro) | SJI  | RPUH |            | 50 846     | 49 010     |
| 36        | Calbayog                                                                                   | Calbayog                      | CYP  | RPVC |            | 44 085     | 33 961     |
| 37        | Mindoro                                                                                    | Vigan                         | -    | RPUQ |            | 39 733     | 15 874     |
| 38        | Ormoc                                                                                      | Ormoc                         | OMC  | RPVO |            | 32 047     | 2 294      |
| 39        | Catarman                                                                                   | Catarman                      | CRM  | RPVF |            | 25 813     | 40 237     |
| 40        | Jolo                                                                                       | Jolo                          | JOL  | RPMJ |            | 24 244     | 16 463     |
| 41        | Lingayen                                                                                   | Lingayen                      | -    | RPUG |            | 22 847     | 22 454     |
| 42        | Tugdan                                                                                     | Tablas                        | TBH  | RPVU |            | 22 373     | 8 265      |
| 43        | Iba                                                                                        | Iba                           | -    | RPUI |            | 15 932     | 13 140     |
| 44        | Tandag                                                                                     | Tandag                        | TDG  | RPMW |            | 15 433     | 17 775     |
| 45        | Palanan                                                                                    | Palanan                       | -    | RPLN |            | 13 771     | 11 462     |
| 46        | Cuyo                                                                                       | Cuyo                          | CYU  | RPLO |            | 5 255      | 2 506      |
| 47        | Calapan                                                                                    | Calapan                       | CPP  | RPUK |            | 3 052      | 3 932      |
| 48        | Dr. Juan C. Angara                                                                         | Baler                         | BQA  | RPUR |            | 2 040      | 2 363      |
| 49        | Loakan                                                                                     | Baguio                        | BAG  | RPUB |            | 1 722      | 1 859      |
| 50        | Panan-awan                                                                                 | Maasin                        | -    | RPSM |            | 1 595      | —          |
| 51        | Hilongos                                                                                   | Hilongos                      | -    | RPVH |            | 1 226      | —          |
| 52        | Mamburao                                                                                   | Mamburao                      | MBO  | RPUM |            | 1 206      | —          |
| 53        | Bagabag                                                                                    | Bagabag                       | -    | RPUZ |            | 809        | 509        |
| 54        | Biliran                                                                                    | Biliran                       | -    | RPVQ |            | 721        | —          |
| 55        | Guiuan                                                                                     | Guiuan                        | -    | RPVG |            | 135        | —          |
| 56        | Catbalogan                                                                                 | Catbalogan                    | -    | RPVY |            | 8          | —          |
| 57        | Itbayat                                                                                    | Itbayat                       | -    | RPLT |            | 6          | 669        |
| —         | Subic Bay International                                                                    | Subic Bay Freeport            | SFS  | RPLB |            | —          | —          |
| —         | Evelio Javier                                                                              | San Jose (Antique)            | EUQ  | RPVS |            | —          | —          |
| —         | Camiguin                                                                                   | Camiguin                      | CMG  | RPMH |            | —          | —          |
| —         | Marinduque                                                                                 | Marinduque                    | MRQ  | RPUW |            | —          | —          |
| —         | Alabat                                                                                     | Alabat                        | -    | RPLY |            | —          | —          |
| —         | Allah Valley                                                                               | Surallah                      | AAV  | RPMA |            | —          | —          |
| —         | Bantayan                                                                                   | Île Bantayan                  | -    | RPSB |            | —          | —          |
| —         | Bislig                                                                                     | Bislig                        | BPH  | RPMF |            | —          | —          |
| —         | Aérodrome de Borongan                                                                      | Borongan                      | -    | RPVW |            | —          | —          |
| —         | Bulan Airport                                                                              | Bulan                         | -    | RPUU |            | —          | —          |
| —         | Aérodrome de Bagasbas                                                                      | Daet                          | DTE  | RPUD |            | —          | —          |
| —         | Aérodrome de Maria Cristina                                                                | Iligan                        | IGN  | RPMI |            |            | —          |
| —         | Aérodrome d'Ipil                                                                           | Ipil                          | IPE  | RPMV |            | —          | —          |
| —         | Aérodrome de Jomalig                                                                       | Jomalig                       | -    | RPLJ |            | —          | —          |
| —         | Aérodrome de Liloy                                                                         | Liloy                         | -    | RPMX |            |            | —          |
| —         | Aérodrome de Malabang                                                                      | Malabang                      | MLP  | RPMM |            | —          | —          |
| —         | Aérodrome de Wasig                                                                         | Mansalay                      | -    | RPLG |            | —          | —          |
| —         | Aérodrome de Cagayan de Sulu                                                               | Mapun                         | CDY  | RPMU |            | —          | —          |
| —         | Aérodrome de Mati                                                                          | Mati                          | MXI  | RPMQ |            |            | —          |
| —         | Aérodrome de Pinamalayan                                                                   | Pinamalayan                   | -    | RPLA |            | —          | —          |
| —         | Aérodrome de Plaridel                                                                      | Plaridel                      | -    | RPUX |            | —          | —          |
| —         | Aérodrome de Rosales                                                                       | Rosales                       | -    | RPLR |            | —          | —          |
| —         | Aérodrome de San Fernando                                                                  | San Fernando (La Union)       | SFE  | RPUS |            | —          | —          |
| —         | Aérodrome de Siocon                                                                        | Siocon                        | XSO  | RPNO |            | —          | —          |
| —         | Aérodrome de Siquijor                                                                      | Siquijor                      | -    | RPVZ |            | —          | —          |
| —         | Aérodrome de Sorsogon                                                                      | Sorsogon                      | -    | RPLZ |            | —          | —          |
| —         | Aérodrome d'Ubay                                                                           | Ubay                          | -    | RPSN |            | —          | —          |
| —         | Aérodrome de Wao                                                                           | Wao                           | -    | -    |            | —          | —          |